# Новомамангінське сільське поселення
Новомама́нгінське сільське поселення (рос. Новомамангинское сельское поселение) — муніципальне утворення у складі Ковилкінського району Мордовії, Росія. Адміністративний центр — село Нове Мамангіно.

## Населення
Населення — 155 осіб (2019, 220 у 2010, 274 у 2002).

## Склад
До складу поселення входять такі населені пункти:
| Населений пункт       | Населення, осіб (2002) | Населення, осіб (2010) |
| --------------------- | ---------------------- | ---------------------- |
| Количевка, присілок   | 7                      | 0                      |
| Нове Мамангіно, село  | 260                    | 220                    |
| Первомайський, селище | 7                      | 0                      |